# Estádio Heraclio Tapia
O Estádio Heraclio Tapia é um estádio de futebol em Huánuco, Peru, usado pela equipa de futebol León de Huánuco. O estádio tem a capacidade máxima para 20.000 pessoas.